# Job Abbott
Job Abbott, né le 23 août 1845 à Andover dans le Massachusetts et mort le 18 août 1896, est un ingénieur civil et un entrepreneur.

## Biographie
Job Abbott est né le 23 août 1845 à Andover dans le Massachusett. Il est le fils de Nathan B. Abbott, un fermier, et d’Elizabeth L. Noyes.